# Glee: The Music, Volume 3 Showstoppers
Glee: The Music, Volume 3 Showstoppers er et soundtrack album fra castet bag den amerikanske tv-serie Glee. Albummet indeholder sange fra anden halvdel af showets første sæson , bortset fra episoderne "The Power of Madonna" og "Journey to Regionals", hvorfra sange fra sangene er på EP'erne Glee: The Music, The Power of Madonna og Glee: The Music, Journey to Regionals. Albummet blev udgivet den 18. maj 2010. To udgaver er til rådighed:. En standardudgave som indeholder 14 sange, og en deluxeudgave, som indeholder 20 sange som debuterede som nummer 1 på den amerikanske Billboard 200 og solgte 136.000 eksemplarer i den første uge. Den 21. november 2010 blev det meddelt, at albummet vandt Favorite Soundtrack of the Year ved American Music Awards.

## Salg og ydeevne på hitlisterne
| Kilde       | Rating | Ref.  |
| ----------- | ------ | ----- |
| About.com   | ****-  | [ 1 ] |
| Allmusic    | ***--  | [ 2 ] |
| Digital Spy | ****-  | [ 3 ] |

Albummet debuterede som nummer et på de amerikanske,  australske,  canadiske,  og de irske hitlister.  Den solgte 136.000 eksemplarer i sin første og 63.000 i sin anden uge efter udgivelsen i USA, , og slog rekorden som tidligere er nedsat af The Beatles i 1966, for kortest mulige mellem første uger som nummer et, blot fire uger efter de nåede nummer et med EP'en Glee: The Music, The Power of Madonna .  I Canada blev 14.000 eksemplarer solgt i den første uge efter udgivelsen,  og 9.400 i den anden.  Albummet har været certificeret platin i Australien og Irland, og guld i USA. 
Hver af de sange, der er opført på albummet blev udgivet som singler, til rådighed for digital download.  Den bedste resultater var " Gives You Hell ", som landede på den øverste position på hitlisterne i Irland,  "Total Eclipse of the Heart", som nummer 9 i Storbritannien  og nummer 16 i USA,  og "Jessie Girl" nåede en position som nummer otte i Australien  og nummer ti i Canada.  134.000 eksemplarer af "Total Eclipse of the Heart" blev købt i USA i sin første uge efter udgivelsen, hvilket gør det til seriens næstbedste salguge nogensinde på dette punkt, kun med debutsingle "Don't Stop Believin'" som har registrere større salg i sin første uge.  "Jessie's Girl" er blevet certificeret guld i Australien, den første single til at have nået denne certificering, siden "Don't Stop Believin'".  Sammenligning af singler 'hitlistepositioner med forudgående hitlisteversioner, bemærkede Billboard der ved at nå nummer 26, overgik Glee's version af "Dream On" den oprindelige Aerosmith-version, der toppede som nummer 59 i 1973 (men blev genudgivet i 1976 og toppede som nummer 6).  Glee's coverversion af "Physical" så Olivia Newton-John at de3t var hendes første Hot 100 optræden siden hendes genindspilning af "I Honestly Love You" blev nummer 99 i 1998. 

## Spor

### Standard edition
| Nr. | Titel                                                                           | Forfatter(e)                                             | Originale artist(er)                                                       | Længde |
| --- | ------------------------------------------------------------------------------- | -------------------------------------------------------- | -------------------------------------------------------------------------- | ------ |
| 1.  | "Hello, Goodbye"                                                                | John Lennon og Paul McCartney                            | The Beatles                                                                | 3:29   |
| 2.  | "Gives You Hell"                                                                | Nick Wheeler, Tyson Ritter                               | The All-American Rejects                                                   | 3:26   |
| 3.  | "Hello" (featuring Jonathan Groff)                                              | Lionel Richie                                            | Lionel Richie                                                              | 3:32   |
| 4.  | "One Less Bell to Answer / A House Is Not a Home" (featuring Kristin Chenoweth) | Burt Bacharach / Bacharach, Hal David                    | The 5th Dimension / Dionne Warwick[A]                                      | 4:42   |
| 5.  | "Beautiful"                                                                     | Linda Perry                                              | Christina Aguilera                                                         | 3:59   |
| 6.  | "Physical" (featuring Olivia Newton-John)                                       | Steve Kipner, Terry Shaddick                             | Olivia Newton-John                                                         | 3:18   |
| 7.  | "Total Eclipse of the Heart" (featuring Jonathan Groff)                         | Jim Steinman                                             | Bonnie Tyler                                                               | 4:24   |
| 8.  | "Lady Is a Tramp"                                                               | Richard Rodgers, Lorenz Hart                             | Castet bag musical Babes in Arms                                           | 2:46   |
| 9.  | "One"                                                                           | Bono, The Edge, Adam Clayton, Larry Mullen               | U2                                                                         | 3:56   |
| 10. | "Dream On" (featuring Neil Patrick Harris)                                      | Steven Tyler                                             | Aerosmith                                                                  | 4:34   |
| 11. | "The Safety Dance"                                                              | Ivan Doroschuk                                           | Men Without Hats                                                           | 3:19   |
| 12. | "I Dreamed a Dream" (featuring Idina Menzel)                                    | Claude-Michel Schönberg, Alain Boublil, Herbert Kretzmer | Rose Laurens (Fransk) og Patti LuPone (Engelsk) i musicalen Les Misérables | 3:08   |
| 13. | "Give Up the Funk"                                                              | Jerome Brailey, George Clinton, Bootsy Collins           | Parliament                                                                 | 4:25   |
| 14. | "Bad Romance"                                                                   | Lady Gaga, RedOne                                        | Lady Gaga                                                                  | 4:54   |

### Deluxe edition
| Nr. | Titel                                                                           | Forfatter(e)                  | Originale artist(er)                                             | Længde |
| --- | ------------------------------------------------------------------------------- | ----------------------------- | ---------------------------------------------------------------- | ------ |
| 1.  | "Hello, Goodbye"                                                                | John Lennon og Paul McCartney | The Beatles                                                      | 3:29   |
| 2.  | "Gives You Hell"                                                                | Nick Wheeler, Tyson Ritter    | The All-American Rejects                                         | 3:26   |
| 3.  | "Hello" (featuring Jonathan Groff)                                              | Lionel Richie                 | Lionel Richie                                                    | 3:32   |
| 4.  | "A House Is Not a Home"                                                         | Bacharach, David              | Dionne Warwick                                                   | 2:55   |
| 5.  | "One Less Bell to Answer / A House Is Not a Home" (featuring Kristin Chenoweth) | Bacharach / Bacharach, David  | The 5th Dimension / Dionne Warwick[A]                            | 4:42   |
| 6.  | "Beautiful"                                                                     | Perry                         | Christina Aguilera                                               | 3:59   |
| 7.  | "Home" (featuring Kristin Chenoweth)                                            | Charlie Smalls                | Stephanie Mills in the musical The Wiz                           | 3:31   |
| 8.  | "Physical" (featuring Olivia Newton-John)                                       | Kipner, Shaddick              | Olivia Newton-John                                               | 3:18   |
| 9.  | "Total Eclipse of the Heart" (featuring Jonathan Groff)                         | Steinman                      | Bonnie Tyler                                                     | 4:24   |
| 10. | "Lady Is a Tramp"                                                               | Rodgers, Hart                 | Cast of the musical Babes in Arms                                | 2:46   |
| 11. | "One"                                                                           | Bono                          | U2                                                               | 3:56   |
| 12. | "Rose's Turn"                                                                   | Jule Styne, Stephen Sondheim  | Ethel Merman i musicalen Gypsy: A Musical Fable                  | 2:00   |
| 13. | "Dream On" (featuring Neil Patrick Harris)                                      | Tyler                         | Aerosmith                                                        | 4:34   |
| 14. | "The Safety Dance"                                                              | Doroschuk                     | Men Without Hats                                                 | 3:19   |
| 15. | "I Dreamed a Dream" (featuring Idina Menzel)                                    | Schönberg, Boublil, Kretzmer  | Rose Laurens (Fransk) og Patti LuPone (Engelsk) i Les Misérables | 3:08   |
| 16. | "Loser"                                                                         | Beck, Carl Stephenson         | Beck                                                             | 3:47   |
| 17. | "Give Up the Funk"                                                              | Brailey, Clinton, Collins     | Parliament                                                       | 4:25   |
| 18. | "Beth"                                                                          | Peter Criss, Stan Penridge    | Kiss                                                             | 2:37   |
| 19. | "Poker Face" (featuring Idina Menzel)                                           | Lady Gaga, RedOne             | Lady Gaga                                                        | 3:39   |
| 20. | "Bad Romance"                                                                   | Lady Gaga, RedOne             | Lady Gaga                                                        | 4:54   |

Notes
- A ↑ Mens spor 5 (spor 4 på standardudgaven) er et mash-up af sange af The 5th Dimension (tidligere indspillet af Keely Smith) og Dionne Warwick (også indspillet af Brook Benton og forskellige andre kunstnere) blev medleyudgaven oprindeligt udført af Barbra Streisand på hendes album i 1971 Barbra Joan Streisand.

## Personale

### Vokaler (cast)
- Dianna Agron
- Chris Colfer
- Jessalyn Gilsig
- Jane Lynch
- Jayma Mays
- Kevin McHale
- Lea Michele
- Cory Monteith
- Matthew Morrison
- Amber Riley
- Naya Rivera
- Mark Salling
- Stephen Tobolowsky
- Jenna Ushkowitz

### Gæstevokaler
- Jonathan Groff
- Olivia Newton-John
- Kristin Chenoweth
- Idina Menzel
- Neil Patrick Harris

### Yderligere Vokaler
- Adam Anders
- Nikki Anders
- Kala Balch
- David Baloche
- Colin Benward
- Ravaughn Brown
- Kamari Copeland
- Tim Davis
- Emily Gomez
- Storm Lee
- David Loucks
- Chris Mann
- Chaz Mason
- Jeanette Olsson
- Zac Poor
- Jimmy Andrew Richard
- Drew Ryan Scott
- Shelley Scarr
- Onitsha Shaw
- Windy Wagner

### Executive Producere
- Dante Di Loreto
- Brad Falchuk

### Producers
- Adam Anders
- Tim Davis
- Peer Åström
- Dominick Maita
- Ryan Murphy
- Ryan Petersen

### Lydteknik
- Adam Anders
- Ryan Petersen
- Peer Åström

### Soundtrack Producers
- Adam Anders
- Ryan Murphy

### Art Direction, Design
- Dave Bett
- Maria Paula Marulanda

### Koordinering
- Heather Guibert
- Robin Koehler
- Meaghan Lyons

### Mastering
- Dominick Maita

### Mixing
- Peer Åström

### Musik Supervisor
- PJ Bloom

### Executive med ansvar for musik
- Geoff Bywater

Kilde:

## Hitlister og certificeringer
| Hitliste (2010)           | Top position |
| ------------------------- | ------------ |
| Australsk Albumhitliste   | 1            |
| Canadian Albums Chart     | 1            |
| Irish Albums Chart        | 1            |
| Mexicansk Albumhitliste   | 9            |
| New Zealand Albumhitliste | 3            |
| UK Albums Chart           | 3            |
| USA Billboard 200         | 1            |

| Hitliste (2011)                   | Top position |
| --------------------------------- | ------------ |
| Belgisk (Flandern) albumhitliste  | 73           |
| Belgisk (Vallonien) albumhitliste | 50           |
| Dutch Albums Chart                | 22           |
| Swiss Albums Chart                | 87           |

| Hitliste (2010)         | Position |
| ----------------------- | -------- |
| USA Billboard 200       | 49       |
| Mexicansk Albumhitliste | 66       |

| Land           | Provider | Certification (sales thresholds) |
| -------------- | -------- | -------------------------------- |
| Australien     | ARIA     | Platin                           |
| Irland         | IRMA     | Platin                           |
| New Zealand    | RIANZ    | Guld                             |
| Storbritannien | BPI      | Gold                             |
| USA            | RIAA     | Guld                             |

## Release history
| Land           | Udgivelsesdato  | Udgave           |
| -------------- | --------------- | ---------------- |
| Canada         | 18. maj 2010    | Standard, Deluxe |
| USA            | 18. maj 2010    | Standard, Deluxe |
| Australien     | 21. maj 2010    | Deluxe           |
| Irland         | 21. maj 2010    | Deluxe           |
| New Zealand    | 21. maj 2010    | Deluxe           |
| Storbritannien | 24. maj 2010    | Deluxe           |
| Japan          | 28. maj 2010    | Standard         |
| Japan          | 4. juni 2010    | Deluxe           |
| Hong Kong      | 21. juni 2010   | Deluxe           |
| Taiwan         | 29. juni 2010   | Deluxe           |
| Brasilien      | 18. august 2010 | Standard, Deluxe |
| Italien        | 4. oktober 2011 | Standard         |